# Franz Traxler (Politiker)
Franz Traxler (* 3. Mai 1876 in Mairspindt, heute Gemeinde Windhaag bei Freistadt; † 9. Dezember 1950 in Windhaag bei Freistadt) war ein österreichischer Politiker der Christlichsozialen Partei (CSP).

## Ausbildung und Beruf
Nach dem Besuch einer dreiklassigen Volksschule wurde er Wirtschaftsbesitzer und Gastwirt.

## Politische Funktionen
- Bürgermeister von Mairspindt

## Politische Mandate
- 4. März 1919 bis 9. November 1920: Mitglied der Konstituierenden Nationalversammlung, CSP
- 10. November 1920 bis 20. November 1923: Mitglied des Nationalrates (I. Gesetzgebungsperiode), CSP